# Nízký ostrov
Nízký ostrov (anglicky Nizki Island, rusky Низкий) je malý neobydlený ostrov ze skupiny Blízkých ostrovů, které jsou součástí Aleutských ostrovů. Administrativně, stejně jako všechny Aleutské ostrovy, je ostrov součástí Aljašky, náležející Spojeným státům americkým. Ostrov je neobydlený.

## Geografie
Ostrov je geograficky blíže Kamčatce než Aljašce. Východně od něho leží ostrov Šemja a západně ostrov Alaid, se kterým je Nízký ostrov často spojen písečnou kosou. Ostrov je dlouhý asi 5 km, jeho výška nad hladinou moře nepřesahuje 51 m. Pobřeží ostrova je značně členité a zahrnuje mnoho skal a útesů.

## Fauna
V 19. století ruští lovci kožešinové zvěře vysadili na Nízkém ostrově polární lišky. To způsobilo decimaci populace mnoha druhů ptáků na ostrově. Poslední liška byla z ostrova odstraněna v roce 1976 a nyní jsou na ostrově běžné aleutské kanadské husy, které byly kdysi považovány za vyhynulé, kormorán červenolící a papuchalci chocholatí.